# یواس‌اس ایزابل (پی‌وای-۱۰)
یواس‌اس ایزابل (پی‌وای-۱۰) (به انگلیسی: USS Isabel (PY-10)) نام یک کشتی نظامی از نوع ناوشکن با طول ۲۴۵ فوت ۳ اینچ (۷۴٫۷۵ متر) بود. این کشتی در سال ۱۹۱۷ ساخته شد و در نیروی دریایی ارتش ایالات متحده آمریکا از آن استفاده شد.
این کشتی در جنگ های متعددی از جمله جنگ های اول و دوم جهانی مورد استفاده قرار گرفت و سرانجام در سال ۱۹۴۶ از رده خارج شد.